# La Fontenelle (Ille-et-Vilaine)
Fontenelle (bret. Ar Fantanig) – miejscowość i dawna gmina we Francji, w regionie Bretania, w departamencie Ille-et-Vilaine. W 2013 roku populacja ówczesnej gminy wynosiła 559 mieszkańców. 
W dniu 1 stycznia 2019 roku z połączenia czterech ówczesnych gmin – Antrain, La Fontenelle, Saint-Ouen-la-Rouërie oraz Tremblay – powstała nowa gmina Val-Couesnon. Siedzibą gminy została miejscowość Antrain. 